# Ploština

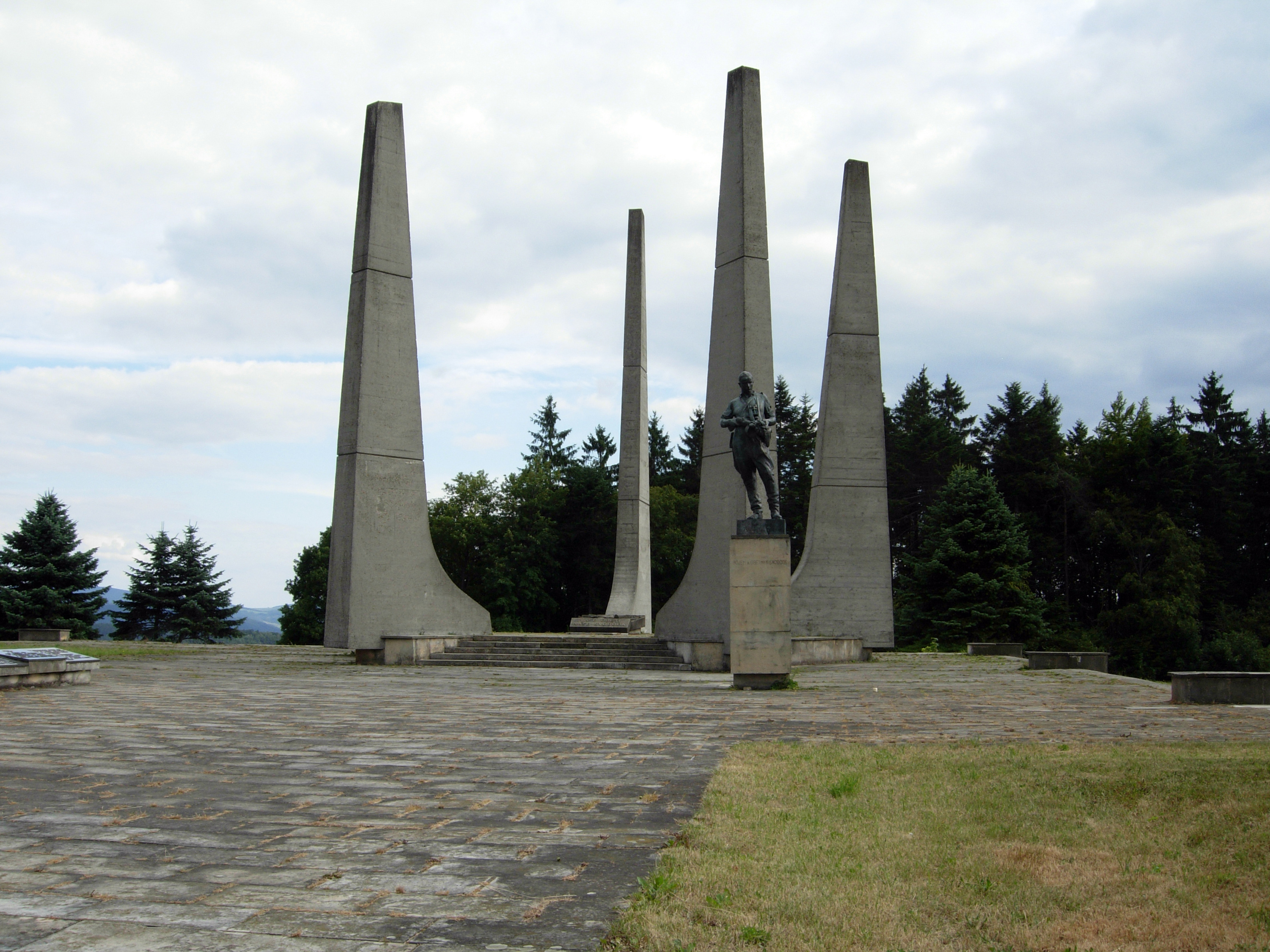
Nationales Kulturdenkmal Ploština

Ploština war eine Pasekarensiedlung im Gebirge Vizovická vrchovina in Tschechien. Sie befand sich acht Kilometer nordwestlich von Valašské Klobouky in der Mährischen Walachei und gehörte zur Gemeinde Drnovice. Zwei Kilometer nordöstlich befindet sich die Quelle der Vlára.
Heute ist der Ort im Okres Zlín eine nationale Gedenkstätte für ein Kriegsverbrechen der Nationalsozialisten während des Zweiten Weltkrieges.

## Geschichte
Ploština entstand auf einer Lichtung im Bergland Vizovická vrchovina als Siedlung für Holzfäller und Waldarbeiter. Die Siedlung bestand aus zehn Gehöften.
Während des Zweiten Weltkrieges wurde Ploština wegen seiner abgelegenen Lage zum Schlupfwinkel einer ukrainischen Partisaneneinheit. Nachdem es 1945 der Gestapo gelungen war, die Spitzel Oldřich Baťa aus Zlín und František Machů aus Zlámanec in die Reihen der Partisanen einzuschleusen, berichteten die Informanten am 18. April 1945 der Gestapodienststelle Zlín über die genaue Lage des Verstecks sowie die Anzahl der Partisanen und der sie unterstützenden Pasekaren.
Am Donnerstag, den 19. April 1945 rückte das SS-Einsatzkommando Josef unter dem Kommando von Werner Tutter zusammen mit den Verrätern Machů und Baťa in zwei Gruppen von Vizovice aus in die Berge vor. Dabei wurde bei Bratřejov Josef Vařák und in Újezd Ladislav Rangl mit seiner Frau und einem Schwager erschossen. Auf dem Einödhof Ryliska erschoss die SS František Belha und setzte dessen Haus in Brand.
Knapp zwei Kilometer nördlich von Drnowitz trafen beide Gruppen wieder zusammen und umzingelten Ploština. Zu diesem Zeitpunkt hatten die Partisanen bereits Kenntnis von der Aktion erhalten und waren in die Wäldern unter dem Klášťov geflüchtet. Die Pasekaren fühlten sich sicher, weil keine Partisanen mehr in der Siedlung gefunden werden konnten. Jedoch konnten Machů und Baťa genaue Angaben machen, bei wem und in welchen Gehöften Partisanen Unterschlupf gefunden hatten. Nach erfolglosen Verhören, Folter und Durchsuchungen plünderte die SS die Siedlung und zündete sie schließlich als Vergeltung für die  Unterstützung der Partisanen an. Dabei verbrannten 24 Menschen. Unter den Toten waren neun Einwohner aus Drnovice, sieben aus Vysoké Pole, fünf aus Tichov sowie je einer aus Pozděchov und Lačnov. Lediglich einem der Pasekaren gelang die Flucht aus seinem brennenden Haus in den Wald. Die Opfer wurden am 23. April 1945 in Újezd beigesetzt.
Am 23. April unternahm die SS eine weitere Aktion gegen die Partisanen und ermordete dabei in Prlov 18 Menschen. Ähnliches geschah am 2. Mai 1945, als die Pasekarensiedlung Vařákovy Paseky niedergebrannt wurde und vier Menschen starben.
Im Jahre 1975 entstand in Ploština eine Gedenkstätte, die 1978 den Status eines Nationalen Kulturdenkmals erhielt. In einem der nicht vernichteten Häuser entstand eine Ausstellung, die sich insbesondere dem Widerstand während der Okkupation im Okres Zlín widmet. Weiterhin zählt zur Anlage eine Kapelle. Daneben wurde in Ploština auch eine Ausstellung zum Orientierungslauf gestaltet.
Während der kommunistischen Herrschaft wurde das Verbrechen von Ploština verzerrt dargestellt und die Bewohner der Siedlung wurden zu mutigen Helden deklariert, denen die Unterstützung der Partisanen eine Herzenssache gewesen sei. Nach neueren Erkenntnissen geschah die Unterschlupfgewährung jedoch mehr unfreiwillig und vor der Einkesselung des Ortes flohen die Ukrainer in die Wälder und ließen die Bewohner im Stich.
Die Ereignisse vom April 1945 verarbeitete der Schriftsteller Ladislav Mňačko 1959 in seinem Roman „Smrt si říká Engelchen“ (Der Tod heißt Engelchen). Das tschechische Staatsfernsehen drehte einen Dokumentarfilm zu den tatsächlichen Geschehnissen mit Aussagen von Zeitzeugen.